# T. R. Zeliang

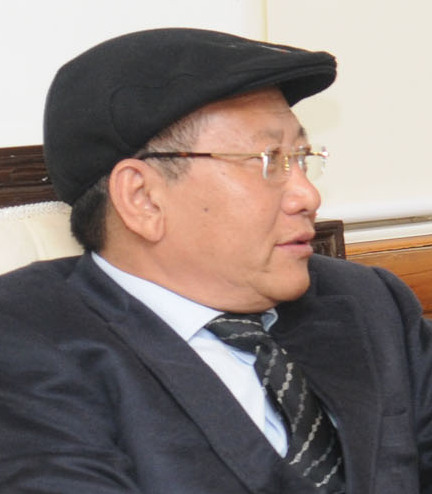
T. R. Zeliang, 2017

Taditui Rangkau Zeliang (* 21. Februar 1952 in Mbaupungwa, Distrikt Peren, Nagaland, Indien) ist ein indischer Politiker. Vom 24. Mai 2014 bis zum 20. Februar 2017 war er Chief Minister des indischen Bundesstaates Nagaland. Diesen Posten bekleidete er erneut vom 19. Juli 2017 bis 8. März 2018.

## Biografie
T. R. Zeliang wurde als Sohn von Rangleu Zeliang in einem kleinen Dorf in Nagaland, das damals noch administrativ zum indischen Bundesstaat Assam gehörte, geboren. Die Familie gehört zum Volk der Naga und wie die Mehrheit der Bewohner Nagalands zur christlichen Religionsgemeinschaft. Er besuchte die Don Bosco High School in Dibrugarh in Assam und wurde schon zu Studienzeiten politisch aktiv. Zunächst schloss er sich der Kongresspartei an und wurde Präsident der Jugendorganisation der Kongresspartei im Distrikt Peren. Später wechselte er zur Naga National Democratic Party (NNDP).
Bei den Parlamentswahlen in Nagaland 1982 und 1987 kandidierte er im Wahlkreis 6-Tenning und unterlag mit 19,8 % bzw. 26,2 % der Stimmen jeweils dem Kandidaten der Kongresspartei. Bei der Wahl 1989 konnte er den Wahlkreis – jetzt als Kandidat der Nagaland People’s Conference (NPC) – erstmals gewinnen und bei den folgenden Wahlen in Nagaland 1993, 1998 und 2003 behaupten (ab 1993 als Kandidat der Kongresspartei). Von 1989 bis 1990 war er Staatsminister (Minister of State) für Information und Tourismus, 1994 bis 1998 für Fürsorge und Rehabilitation, und 1998 bis 2003 für Umweltschutz und Forsten in der Regierung Nagalands. Am 27. Juni 2003 spalteten sich Zeliang und 6 weitere Abgeordnete der Kongresspartei im Parlament von Nagaland von dieser ab und schlossen sich der im Vorjahr gegründeten Nagaland People’s Front an. Zwischen 2004 und 2008 war Zeliang dann Abgeordneter für Nagaland in der Rajya Sabha, dem „Staatenhaus“ des indischen Zweikammerparlaments. Bei den lokalen Parlamentswahlen 2008 und 2013 gewann Zeliang im Wahlkreis 7-Peren für die Nagaland bzw. Naga People’s Front (NPF). Bei der letztgenannten Wahl erhielt die NPF 38 von 59 Abgeordnetensitzen und stellte anschließend die Regierung Nagalands unter Chief Minister Neiphiu Rio. Bei der gesamtindischen Wahl 2014 wurde Neiphiu Rio on die Lok Sabha gewählt und nahm das Mandat an. Zu seinem Nachfolger im vakant gewordenen Posten des Chief Ministers wurde am 25. Mai 2014 Zeliang gewählt.

### Kontroverse um geschönten Lebenslauf
Ende 2015 entspann sich eine Kontroverse um ein Detail im Lebenslauf von Zeliang. Dieser hatte in seinem vor der Wahl 2013 bei den Wahlbehörden eingereichten Lebenslauf angegeben, auf dem Kohima College 1980 den Abschluss eines B.A. erworben zu haben, was von politischen Gegnern angezweifelt wurde. In einem sich daraufhin entfaltenden Gerichtsverfahren, in dem die alten Unterlagen gesichtet wurden, zeigte sich, dass Zeliang 1979 in allen Fächern durch die Abschlussprüfung durchgefallen und im Folgejahr nicht erneut angetreten war. Das juristische Verfahren wurde allerdings am 30. Juli 2016 aufgrund von formalen Fehlern eingestellt, weil ein Einspruch gegen den Lebenslauf spätestens 1 Jahr nach dessen Einreichung hätte erfolgen müssen.

### Streit um die Frauenquote in Nagaland
1992 war der 74. Verfassungszusatz in die indische Verfassung eingeführt worden, der bei Kommunalwahlen eine Frauenquote von 33 % vorsah. In Nagaland fand diese Regelung jedoch zunächst keine Anwendung. Im Jahr 2005 wies der zuständige Gauhati High Court die Regierung Nagalands an, die Verfassungsbestimmung umzusetzen. Die Regierung Nagalands änderte daraufhin die Bestimmungen zur Durchführung von Kommunalwahlen entsprechend. Dies stieß jedoch auf den massiven Widerstand von Naga-Stammesorganisationen, die argumentierten, dass dadurch die im Verfassungsartikel 371A garantierten Sonderrechte und die Kulturautonomie Nagalands verletzt würden. Eine Teilnahme von Frauen an der Politik entspräche nicht der althergebrachten Kultur der Naga. Die für 2009 angesetzten Kommunalwahlen konnten nicht stattfinden. Die Streitigkeiten gingen weiter und im April 2016 urteilte das Oberste Gericht Indiens, dass der 74. Verfassungszusatz Vorrang vor dem Verfassungsartikel 371A habe und die Frauenquote auch in Nagaland umzusetzen sei.
Nach anhaltenden öffentlichen Protesten und Unruhen um die Frauenquote und nachdem er auch die Unterstützung im Parlament zu verlieren begann, trat Zeliang am 22. Februar 2017 vom Amt des Chief Ministers zurück. Zu seinem Nachfolger wurde Shurhozelie Liezietsu gewählt.

### Zweite Amtszeit als Chief Minister
Im Juli 2017 führte Zeliang eine innerparteiliche Revolte gegen seinen Nachfolger an. Liezietsu wurde aufgefordert, sich einer Vertrauensabstimmung im Parlament von Nagaland zu stellen. Als dieser der Aufforderung nicht nachkam, ernannte der Gouverneur von Nagaland Zeliang am 19. Juli 2017 erneut zum Chief Minister, mit der Auflage, binnen drei Tagen eine Vertrauensabstimmung im Parlament herbeizuführen um seine parlamentarische Unterstützung unter Beweis zu stellen. Die NPF-Parteiführung betrachtete Zeliangs Verhalten als parteischädigend, schloss ihn am 19. Juli 2017 aus der Partei aus, forderte die NPF-Abgeordneten auf, gegen ihn zu stimmen und bedrohte Abweichler ebenfalls mit Parteiausschluss. Dies zeigte jedoch keine ausreichende Wirkung und bei der Vertrauensabstimmung am 20. Juli 2017 erhielt Zeliang die Mehrheit der Abgeordnetenstimmen. Auch die Mehrheit der 59 NPF-Abgeordneten stimmte für ihn.
Im Dezember 2017 einigte sich die zerstrittene NPF auf einen Kompromiss: Zeliang und seine Anhänger blieben weiter in der NPF und der erstere weiter auf dem Posten des Chief Ministers, während Liezietsu Parteivorsitzender der NPF wurde. Die Parlamentswahl in Nagaland am 27. Februar 2018 ging allerdings knapp für die NPF verloren, so dass Zeliang am 8. März 2018 durch Neiphiu Rio als neuen Chief Minister von Nagaland abgelöst wurde.